# Benny Brondenstein
Benny Brondenstein (ca. 1955) is een Surinaams ex-militair. Wegens zijn betrokkenheid bij de Decembermoorden van 8 december 1982 werd hij in 2019 tot 15 jaar gevangenisstraf veroordeeld.
Brondenstein was een van de sergeanten die samen de "Groep van 16" vormden, die op 25 februari 1980 de door sergeant-majoor Desi Bouterse geleide staatsgreep uitvoerde, de zogenoemde Sergeantencoup.
Ten tijde van de Decembermoorden ving hij samen met Paul Bhagwandas de van hun huis opgehaalde gevangenen op en stelde ze in bewaring in Fort Zeelandia. Aldus een getuigenis van de enige overlevende, Fred Derby.
Brondenstein raakte later in de vergetelheid. In 1996 kwam mede-couppleger John Hardjoprajitno hem nog eens tegen. Hardjoprajitno zei daarover in 2000: "Hij zag er verwaarloosd uit. Niemand van de jongens keek meer naar hem om. De revolutie heeft haar eigen kinderen opgegeten."
In 2007 was hij een van de 25 verdachten die terecht moest staan in het proces over de Decembermoorden. Op 29 november 2019 werd hij door de Surinaamse krijgsraad tot 15 jaar gevangenisstraf veroordeeld. Het vonnis werd op 20 december 2023 tijdens het hoger beroep bevestigd. Op 29 oktober werd hij door waarnemend president Ronnie Brunswijk in de ziekenboeg bezocht, waar hij met de twee mede-veroordeelden Steven Dendoe en Ernst Gefferie verblijft.